# Lezione (filologia)
In filologia, il termine lezione (in latino, lectio) indica ciascuna delle varianti testuali esistenti di un documento scritto antico nei testimoni che lo hanno tramandato. 
Il termine si riferisce in genere a una singola parola, ma può riferirsi anche a una frase o perfino a un brano. 
Il censimento e la selezione delle varianti (o variantes lectiones) è compito essenziale per l'edizione critica di un testo.